# Palmira (Vorname)
Palmira ist ein weiblicher Vorname italienischen, spanischen und portugiesischen Ursprungs. Der Vorname ist gelegentlich auch in Litauen und der Schweiz gebräuchlich.

## Herkunft und Bedeutung
Die männliche Form des Vornamens lautet Palmiro. Dies war eine geläufige Bezeichnung  eines Pilgers im Mittelalter, der nach Palästina unterwegs war. Der Name wird von den Wörtern palmiere (der Pilger, italienisch), palmarius (der Pilger, lateinisch) und palma (die Palme, lateinisch) abgeleitet und zusammengesetzt. Spitznamen sind Palmi und Mira. Der Name wird manchmal einem Kind, welches am Palmsonntag geboren wird, gegeben.

## Bekannte Namensträger
- Palmira Barbosa (* 1961), angolanische Handballspielerin
- Palmira Jaquetti i Isant (1895–1963), katalanische Dichterin und Kompositionistin
- Palmira Marçal (* 1984), brasilianische Basketballspielerin
- Palmira Omiccioli alias Eleonora Rossi Drago (1925–2007), italienische Filmschauspielerin